# Mariä-Himmelfahrt-Kirche (Friedersdorf)

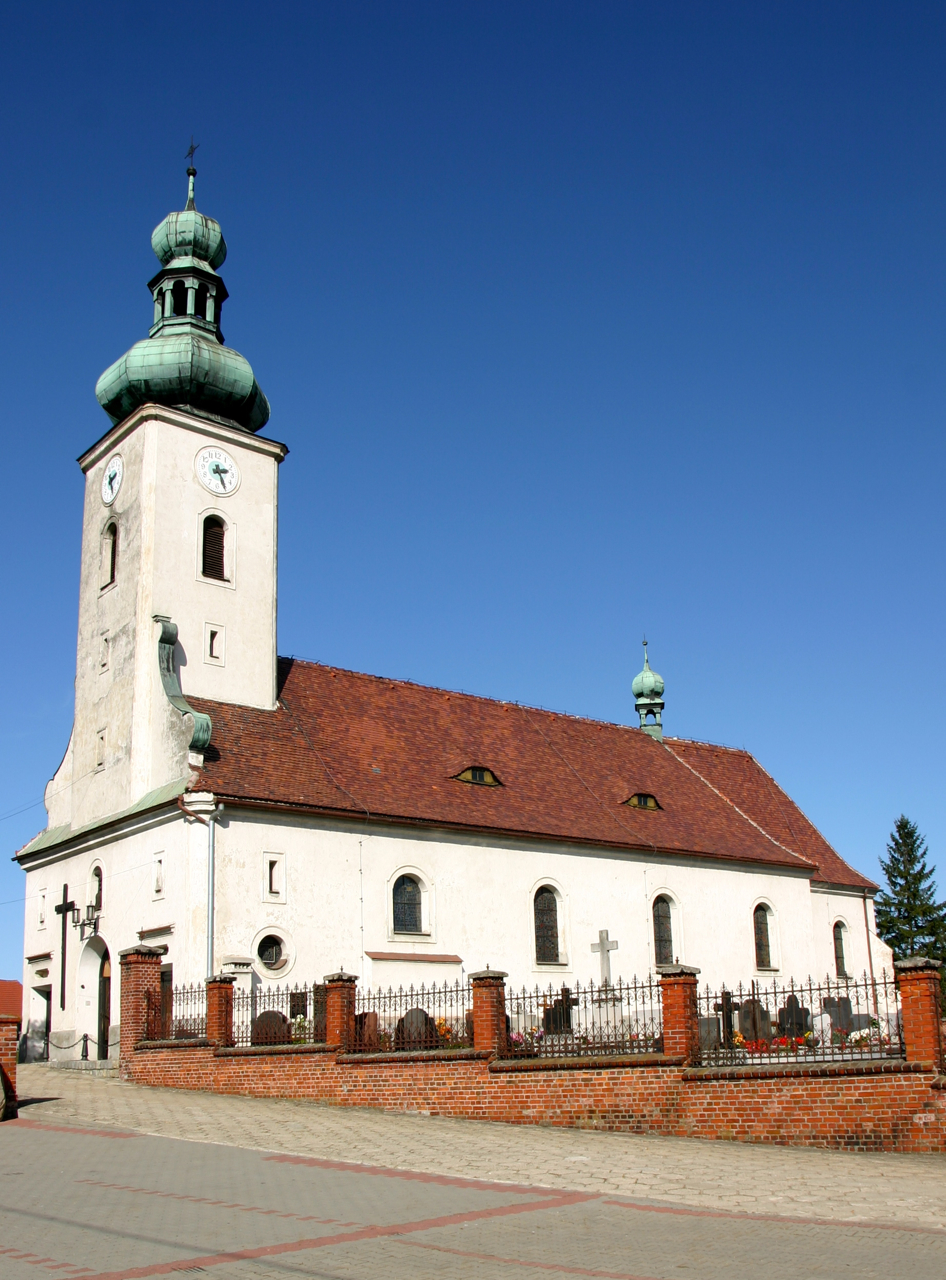
Mariä-Himmelfahrt-Kirche

Die Mariä-Himmelfahrt-Kirche (polnisch Kościół Wniebowzięcia Najświętszej Marii Panny) ist eine römisch-katholische Kirche in der schlesischen Ortschaft Friedersdorf (Biedrzychowice) in der Woiwodschaft Opole. Die Kirche ist die Hauptkirche der Pfarrei Mariä Himmelfahrt (Parafia Wniebowzięcia Najświętszej Maryi Panny) in Friedersdorf.

## Geschichte

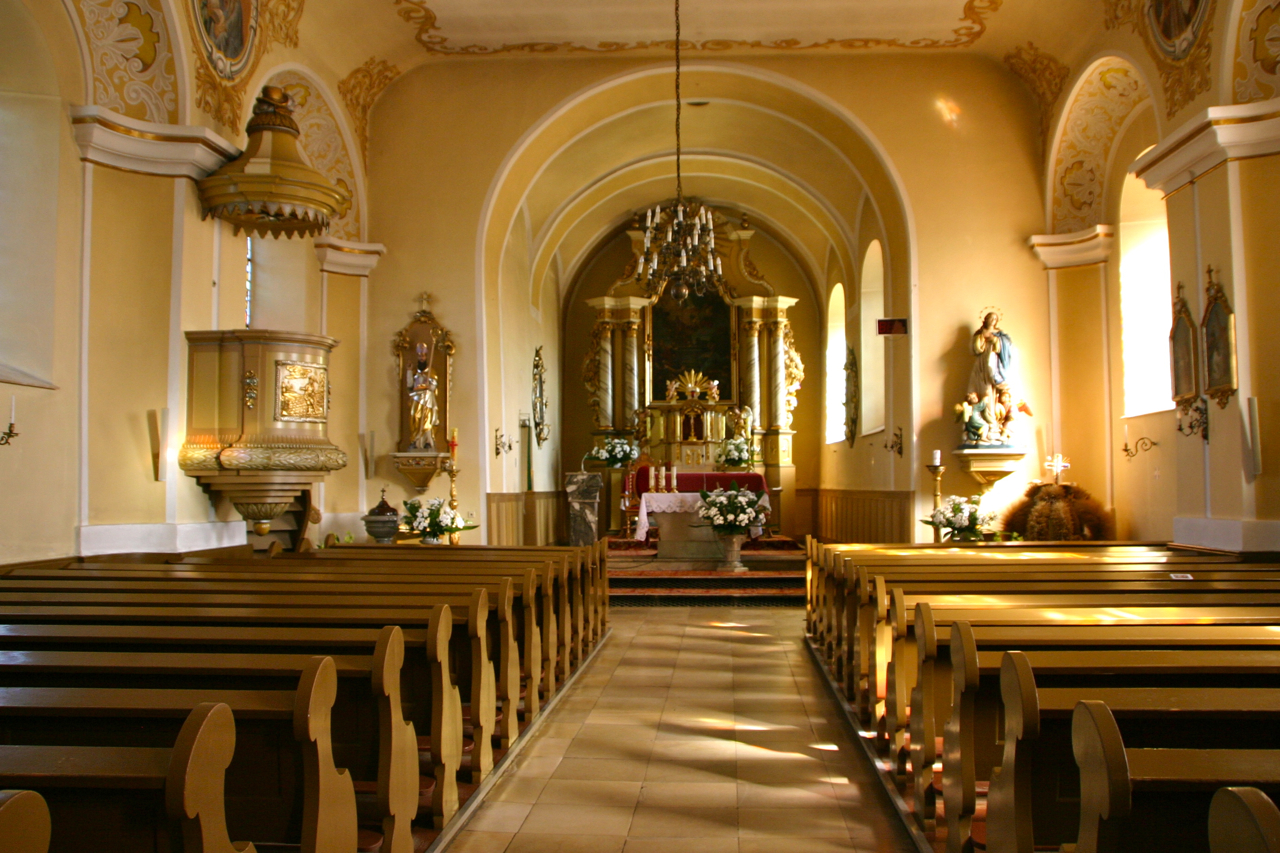
Innenansicht

Eine Kirche entstand bereits im 15. Jahrhundert im Ort. Die Kirche wurde 1430 erstmals erwähnt.
Der Kirchenbau brannte 1797 nieder. Danach erfolgte ein Neubau im barocken Stil. Der Glockenturm erhielt einen Spitzhelm. Zwischen 1928 und 1930 wurde die Kirche erweitert. Der Glockenturm erhielt einen Zwiebelhelm. 
Die Kirche steht seit 1959 unter Denkmalschutz.

## Architektur
Der Kirchenbau aus Backstein entstand im Stil des Barocks. Bis 1930 wurde der Kirchenbau erweitert und im neobarocken Stil umgebaut. Der Kirchturm erhielt einen Zwiebelturm. Die Inneneinrichtung entstand im neobarocken Stil. Die Kanzel wurde um 1800 im klassizistischen Stil errichtet.

## Priester
- Michel (1430)
- Jakob Muskalius (1679–1690)
- Franciskus Donatus Czyrzowski (1791–1836)
- Laurentius Schubert (1846–1860)
- Ignatius Blasel (1860–1886)
- Hermann Wodak (1887–1891)
- Emanuel Schultzik (1891–1895)
- Hugo Siegismund (1895–1896)
- Daniel Sklarzik (1896–1898)
- Amand Ballon (1898–1899)
- Gustaw Hawlitschka (1899–1906)
- August Kaul (1906–1928)
- Johannes Zwior (1928–1930)
- Carl Böhm (1930–1940)
- Wilhelm Kukofka (1940–1947)
- Jan Czorny (1947–1971)
- Eryk Hachula (1971–1982)
- Joachim Dembonczyk (1982–2011)
- Krzysztof Jerzy Matysek (seit 2011)